# Маринований оселедець

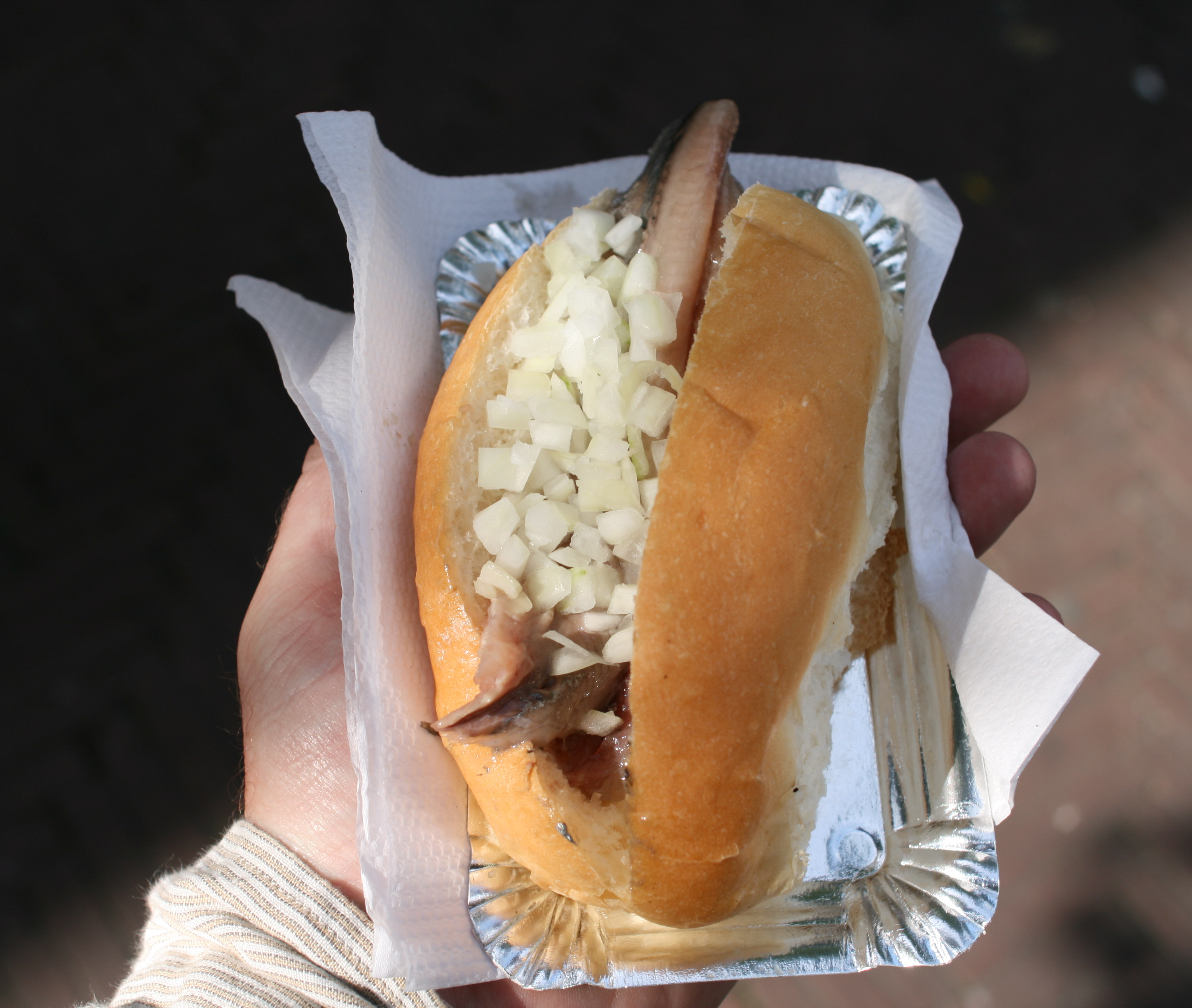
Бутерброд з оселедцем подають у Нідерландах

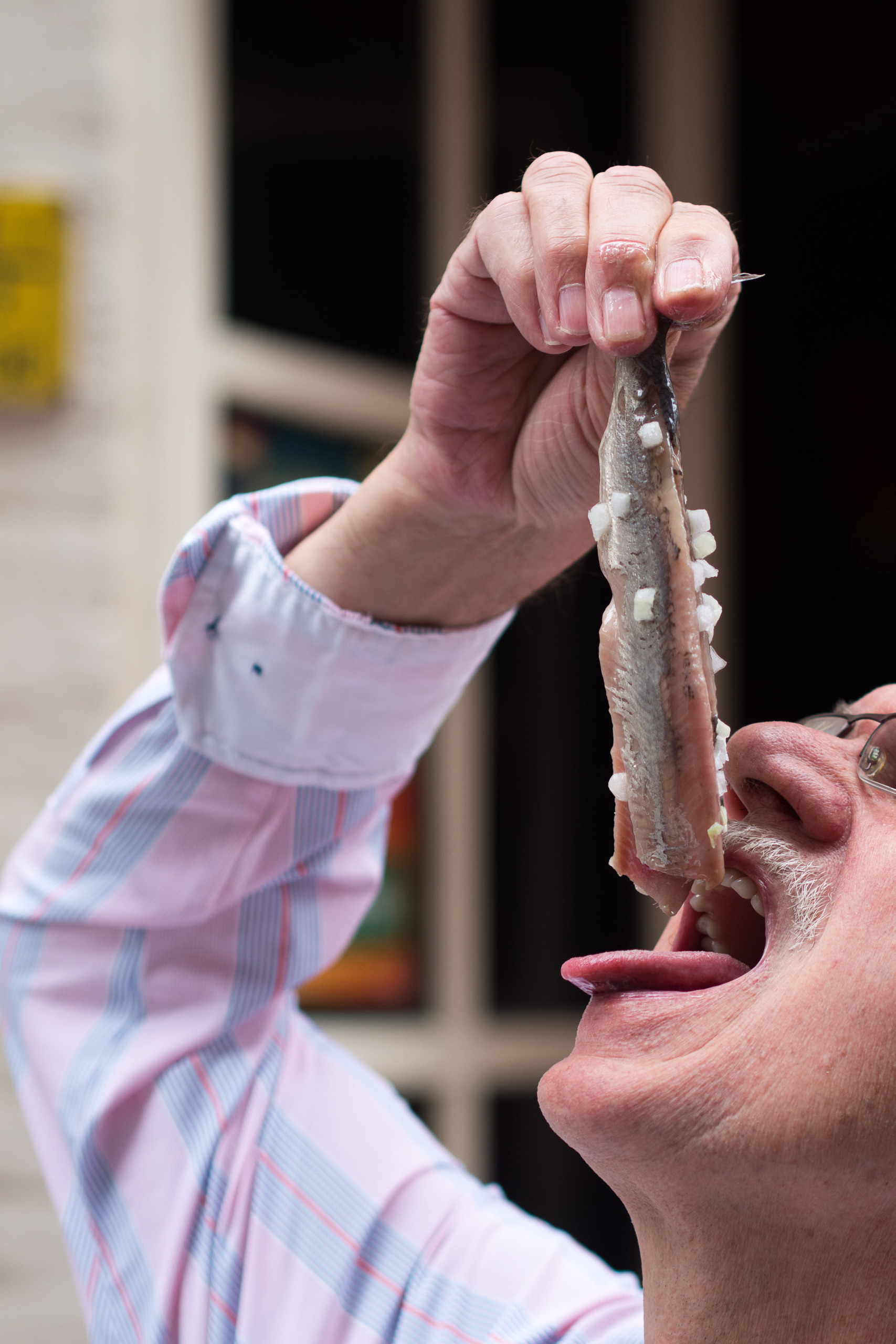
Maatjesharing їдять «по-голландськи»

Маринований оселедець, оселедець Матіас, голландський оселедець (нід. Hollandse Nieuwe; нім. Holländischer Matjes) — це сирий оселедець атлантичний, вимочений у м'якому маринаді. «Matjes» походить від слова «maagd» («незаймана» нідерландською). Тобто в буквальному сенсі оселедець Матіас (Matjes, Maatjes) — це молоді незаймані оселедці. Така назва виникла через те, що рибалки повинні виловити оселедець до початку нересту, який починається в липні.
Сирий оселедець в оцтовому розсолі вважається традиційною нідерландською стравою. Крім оцту, маринад може містити сидр, вино або чай, цукор, трави (зазвичай лавровий лист), спеції (зазвичай мускатний горіх) і нарізану цибулю.
Оселедець зазвичай готують в (оцтовому) маринаді (але можна обсмажити і потім вимочити в маринаді). Подається холодним. Окрім Нідерландів це звичайна страва також у Шотландії, Уельсі та Ірландії. Як маринований оселедець він може складати одну страву традиційної святвечірньої вечері в Польщі з дванадцяти страв. У Нідерландах він також продається під назвою Hollandsemaatjehers.
Оселедець Матіас (нід. maatjesharing або просто нід. maatjes, або нім. matjes та швед. matjes відповідно) — це особливо м'який солоний оселедець, який виготовляється з молодих незрілих оселедців. Оселедці дозрівають пару днів в дубових бочках в солоному розчині або розсолі. Ферменти підшлункової залози, які підтримують дозрівання, роблять цей варіант солоного оселедця особливо ніжним і м'яким. Сирий оселедець, замаринований в оцті, називається рольмопс.
Станом на 2015 рік Hollandse Nieuwe, Holländischer Matjes і Hollandse maatjesharing — це гарантована традиційна фірмова страва, яка є регіональним продуктом, захищеним від підробок у Європейському Союзі, та має у сертифікат TSG а Glückstädter Matjes німецького виробництва, вироблений у Шлезвіг-Гольштейні, має сертифікат PGI.
Цитати із специфікації товару:
Термін «Hollandse Nieuwe» — це термін у Нідерландах, старе традиційне позначення, яке може використовуватися тільки для традиційного продукту, виловленого в період з 1 травня по 31 серпня поточного календарного року і проданого під цією назвою в період з 1 травня по 30 вересня того ж календарного року.
Назва «Hollandse maatjesharing» вважається загальною назвою, яка захищає традиційний продукт, виловлений у період з 1 травня по 31 серпня, тобто в сезон риболовлі. Під назвою «Hollandse maatjesharing»/«Holländischer Matjes» можна продавати як до, так і після 31 серпня та закінчення сезону риболовлі.

## Історія
Процес приготування маринованого оселедця (відомий як «харінгкакен» (нід. haring kaken) або «гіббінг» (англ. gibbing)) був розроблений у нідерландцями ще у Середньовіччі. Оселедці виловлюються в період з кінця травня до початку липня в Північному морі поблизу Данії або Норвегії, перед початком сезону розмноження. Це пов'язано з тим, що оселедці в цей час надзвичайно багаті на жири (понад 15 %), а їхні ікра та молоки ще не почали розвиватися.

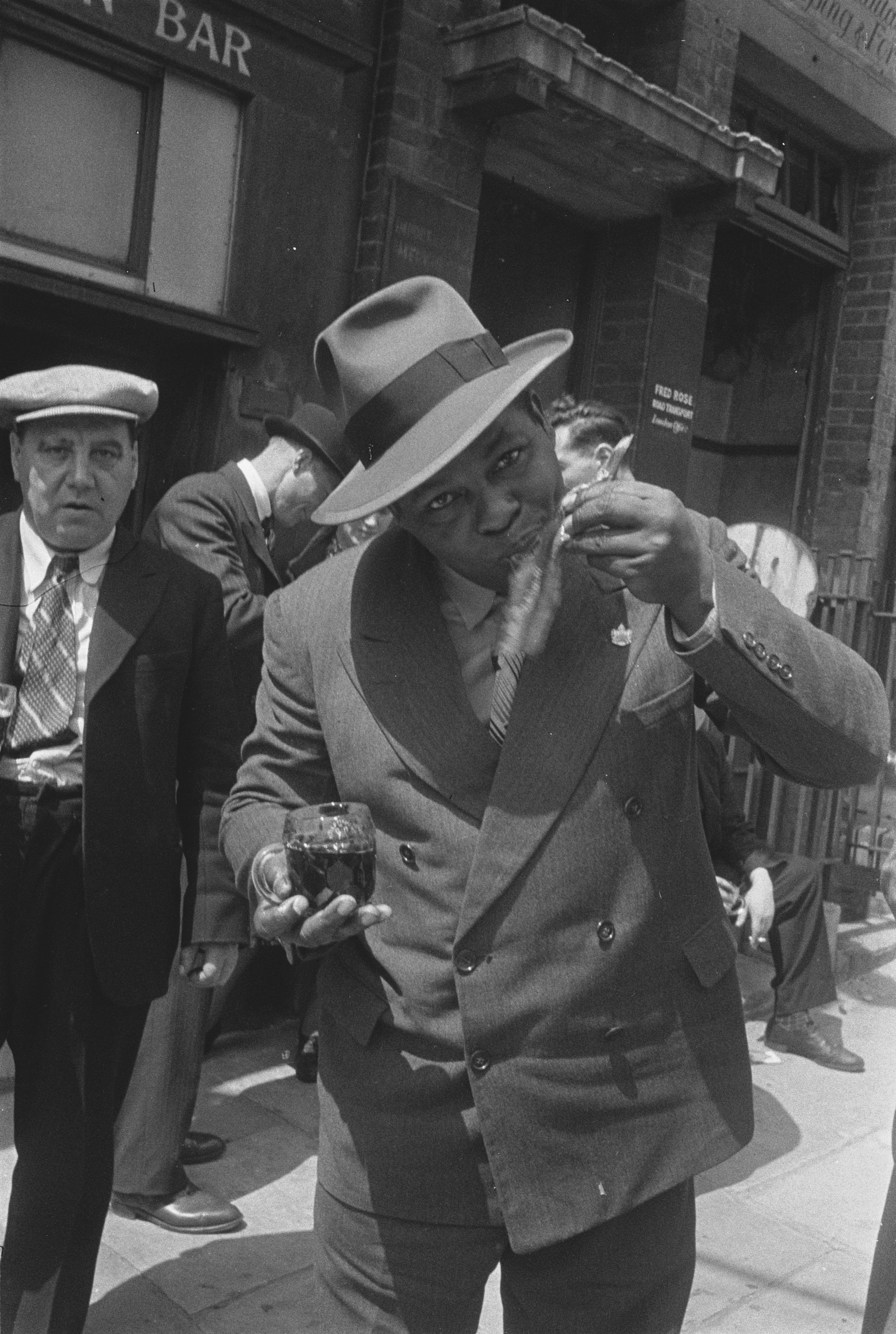
Нідерландський торговий моряк їсть maatjesharing у Лондоні, червень 1943 року.

Розсіл, який використовується для голландського оселедця, має набагато менший вміст солі і набагато м'якший смак, ніж німецький Loggermatjes. Для захисту від зараження нематодами роду Anisakis, згідно з правилами Європейського Союзу, риба повинна бути заморожена при температурі -20 °C протягом щонайменше 24 годин. Таким чином, сьогодні мариновані оселедці можуть вироблятися протягом усього року.
Нідерландська газета Algemeen Dagblad вже понад тридцять років організовує конкурс, в якому оцінюється якість маринованого оселедця. У 2017 році навколо цього конкурсу виникла суперечка, оскільки один економіст підготував два робочих документи, в яких звинуватив газету в упередженому тестуванні. Як наслідок, конкурс було припинено. Згодом статисти стверджували, що претензії економіста ґрунтувалися на сумнівних статистичних даних.

## Вилов оселедця
Початок вилову визначається Нідерландським рибним агентством. Відбувається оцінка, коли оселедець в достатній кількості відповідає характеристикам, зазначеним у специфікації продукту, і, отже, сезон оселедця може розпочатися. Зазвичай вилов починається з початку червня до середини червня і триває до середини липня, коли починається нерест. Риба повинна бути статевозрілою (для оселедців це не менше 3 років, в Північному морі оселедець ловлять до 10 років), відсоток жиру повинен бути високим (тобто не виловлюватися занадто рано в рибний сезон), і в ній не повинно бути ікри та молоки (отже, рибу не треба ловити занадто пізно під час сезону лову). Ці вимоги та спосіб їх визначення закріплені в специфікації продукту.
Виходячи з очікувань щодо того, як буде розвиватися оселедцевий сезон і коли оселедець потрібної якості зможе надійти на ринок у достатній кількості, Нідерландське рибне агентство оголошує дату початку продажу оселедця. Це відбувається заздалегідь, щоб усі могли підготуватися. Може статися так, що дату початку доведеться трохи відсунути через умови конкретного року. Адже це природний продукт. Так було, наприклад, у 2023, 2015 та 2013.
Загальний обсяг вилову оселедця у Північному морі становив 396 556 тонн у 2023 році. Приблизно 25 000 тонн з цієї кількості буде перероблено в голландського оселедця або оселедця Матіас, що складає в цілому 180 мільйонів рибин. Решта вилову переробляється в рольмопс, маринований оселедець Бісмарк, солоний оселедець тощо. Із загальної кількості північноморського оселедця трохи менше половини залишається в Нідерландах, 50 % експортується до Німеччини і 7,5 % до Бельгії.

## Норвезький, датський і шотландський оселедець
Закриття Північного моря для вилову оселедця в 1977 році через розлив нафти змусив нідерландських рибалок і торговців змінити курс. Деякі з них спробували щастя в Ірландському морі, сподіваючись знайти оселедець, який можна порівняти з оселедцем у Північному морі. Більш підходящою альтернативою виявилася Данія. Данські рибалки ловили в Скагерраку оселедець, який дуже нагадував «голландський» оселедець. Кілька рибалок і покупців з переробних компаній з Нідерландів оселилися в північній Ютландії. Данці не їдять голландського оселедця, в Данії оселедець готують по-іншому. Навіть після повернення дозволу на вилов у 2017 році 65 % оселедця походило з Норвегії, 30 % з Данії та 5 % з інших країн. Крім того, нідерландські компанії залишились вести свою діяльність в Данії та Шотландії.

## Приготування
Оселедець може називатися Hollandse Nieuwe, тільки якщо риба має достатню кількість жиру та була розрізана, засолена та дозріла традиційним голландським способом. Через надріз в горлі з оселедця видаляють зябра і частину стравоходу, усуваючи будь-який гіркий смак. Печінка та підшлункова залоза залишаються в рибі під час процесу соління, оскільки вони виділяють ферменти, необхідні для смаку. Потім оселедці поміщають у розсіл приблизно на 5 днів, традиційно в дубових бочках. Приготований за традиційним рецептом оселедець Матіас був набагато солонішим, ніж сьогодні. Оселедець зберігали в дубових бочках, набитих великою кількістю солі, а це означало, що з часом риба ставала дедалі солонішою. Потім оселедець вимочували в молоці або воді, щоб нейтралізувати сіль.
Проте, згідно нових правил з 1968 року, оселедець як і будь-яка риба, має бути заморожений при температурі не вище -20 градусів протягом 24 годин. Процес дозрівання має займати не менше 1 дня і максимум 7 днів при температурі 0–4 °C. Завдяки цьому цей оселедець можна виробляти цілий рік. Це дає змогу виробляти оселедець цілий рік із набагато меншою кількістю солі, ніж раніше, що робить голландський оселедець Матіас особливо м'яким і свіжим на смак.
Оселедець не потребує подальшої підготовки після видалення філе та шкіри, і його можна їсти як закуску з дрібно нарізаною сирою цибулею та солоними огірками.

## Поживні речовини
100 грам оселедця в середньому містить такі поживні речовини:
- 16 грамів жиру
- 18 грам білка (білки)
- ряд вітамінів: A1, B1, B2, B6, B12, C, D і E

Калорійність оселедця становить близько 222 ккал / 932 кДж на 100 грамів, один очищений оселедець зазвичай важить 60-70 грамів.
Вміст жиру різний і частково залежить від часу вилову. Оселедець Maatje містить приблизно 16 відсотків жиру, але 22 відсотки або більше не є чимось незвичайним. Жир оселедця в основному складається з ненасичених омега-3 жирних кислот. Ці жирні кислоти знижують рівень холестерину в крові та знижують ризик серцево-судинних захворювань. У минулому також було відомо, що оселедець — це хороша їжа, зокрема є поширений вираз «Оселедець у полі, лікар під боком».

## Подача

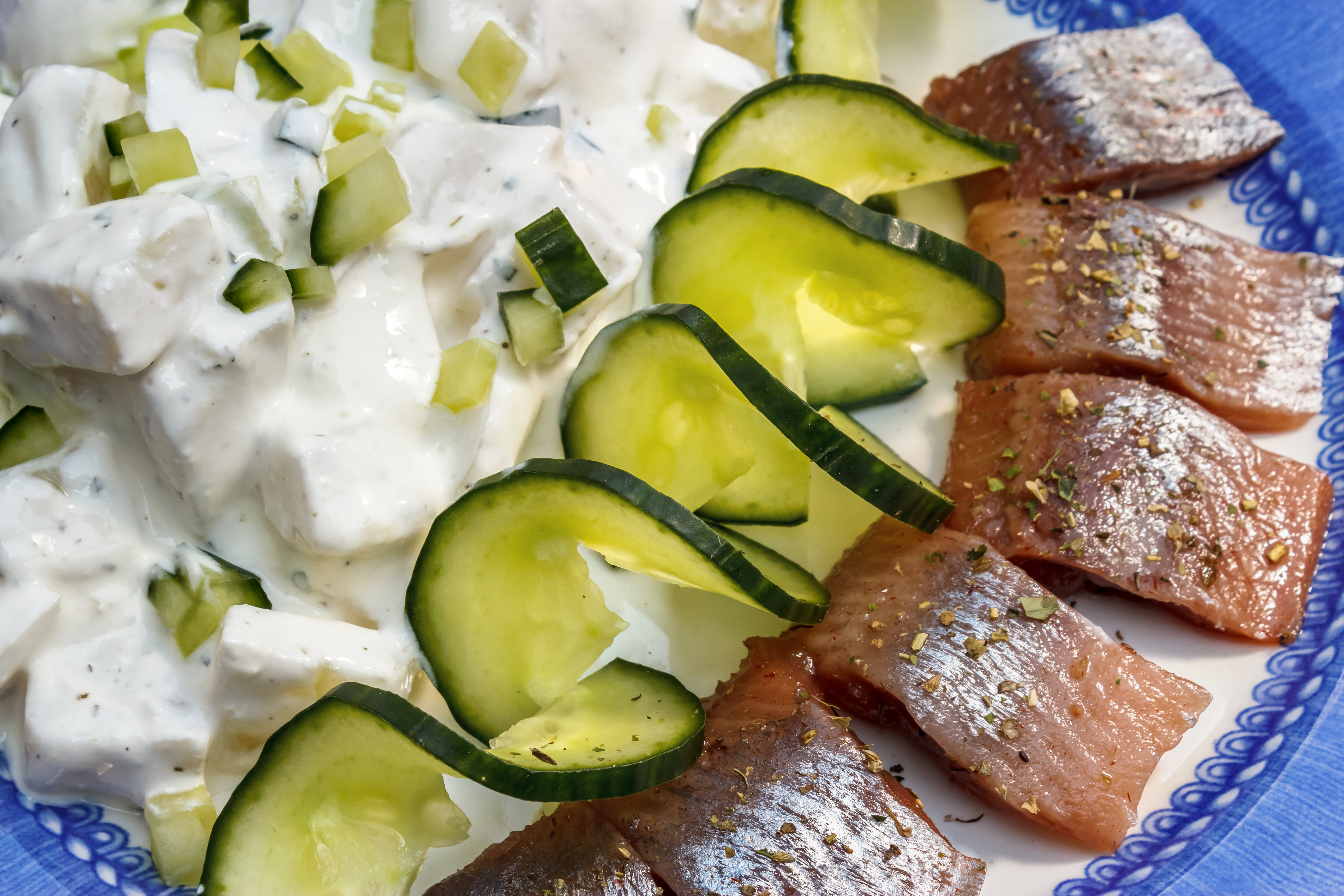
Шведський matjessill, подається зі сметанно-картопляним салатом та огірком

У Нідерландах маринований оселедець найчастіше подають як закуску, найчастіше просто так, або з нарізаною цибулею. Оселедець часто їдять цілим, піднявши його за хвіст і з'їдаючи, тримаючи над ротом. У Північній Німеччині страви з оселедця традиційно подають з картоплею, відвареною в шкірці, французькою квасолею, дрібно нарізаним смаженим беконом і цибулею. У Німеччині також прийнято їсти тушкований оселедець із нарізаною сирою цибулею в хлібній булочці, у страві під назвою Matjesbrötchen.
У деяких регіонах (наприклад, у Гольштейні) його подають на темному хлібі з бруснично-вершковим соусом. Солений оселедець можна також подавати з вершковим або йогуртовим соусом, що містить цибулю та корнішони, або в салатах.
У Швеції matjessill традиційно подають з вареною картоплею, сметаною, подрібненою цибулею, хрустким хлібом і снапсом. З цією стравою популярні варені яйця, які за традицією подають напередодні свята середини літа — у Фінляндії є схожий звичай, але silli не асоціюється з хрустким хлібом. Сьогодні більшість шведів і фінів їдять оселедець, який продається в консервних банках, нарізаний шматочками і з додаванням цукру. Шведський matjessill найчастіше сильніше приправлений спеціями, ніж інші різновиди.